# Roman Bujdák
Roman Bujdák (* 20. června 1973, Nové Zámky) je bývalý slovenský fotbalista. Po skončení aktivní kariéry působí jako trenér na regionální úrovni v jižních Čechách.

## Fotbalová kariéra
V československé lize hrál za Spartak Trnava. Nastoupil v 7 ligových utkáních a dal 1 gól. Dále hrál i za Pécsi Munkás SC, LASK Linz, NK Hrvatski Dragovoljac a NK Bjelovar. Dorostenecký reprezentant Československa.

## Ligová bilance
| Ročník                                   | Zápasy | Góly | Klub           |
| ---------------------------------------- | ------ | ---- | -------------- |
| 1. československá fotbalová liga 1991/92 | 4      | 1    | Spartak Trnava |
| 1. československá fotbalová liga 1992/93 | 3      | 0    | Spartak Trnava |
| CELKEM 1. československá liga            | 7      | 1    |                |